# 3. Division
La 3. Division è il quarto livello del campionato danese di calcio, l'ultimo a carattere professionale. la competizione è stata inaugurata nella stagione 2021-2022 a seguito del passaggio della 2. Division a girone unico.

## Formato
Il campionato è costituito da 12 squadre che giocano un girone all'italiana con gare di andata e ritorno, per un totale di 22 giornate. Al termine di esse, le prime 6 giocano un girone promozione, con le prime due che vengono promosse in 2. Division, mentre le ultime 6 giocano un girone retrocessione per decretare le due squadre retrocesse in Danmarksserien.

## Storia
Nel 2020 la federazione calcistica della Danimarca ha annunciato la nascita di un nuovo campionato, al fine di dividere la già esistente 2.Division in due categorie, con la formazione della 3.Division. Il campionato ha rimpiazzato la Danmarksserien come quarto livello, facendola slittare al quinto livello della piramide calcistica danese.

## Squadre partecipanti
Stagione 2024-2025
| Club           | Città         |
| -------------- | ------------- |
| Avarta         | Rodovre       |
| Brabrand       | Brabrand      |
| Brønshøj       | Bronshoj      |
| FA 2000        | Frederiksberg |
| Holbæk         | Holbæk        |
| Holstebro      | Holstebro     |
| Lyseng         | Højbjerg      |
| Næsby          | Odense        |
| Odder IGF      | Odder         |
| Silkeborg KFUM | Silkeborg     |
| Sundby         | Copenaghen    |
| VSK Aarhus     | Aarhus        |

## Albo d'oro
| Stagione  | Vincitore  |
| --------- | ---------- |
| 2021-2022 | Roskilde   |
| 2022-2023 | Middelfart |
| 2023-2024 | Frem       |